# LaserJet

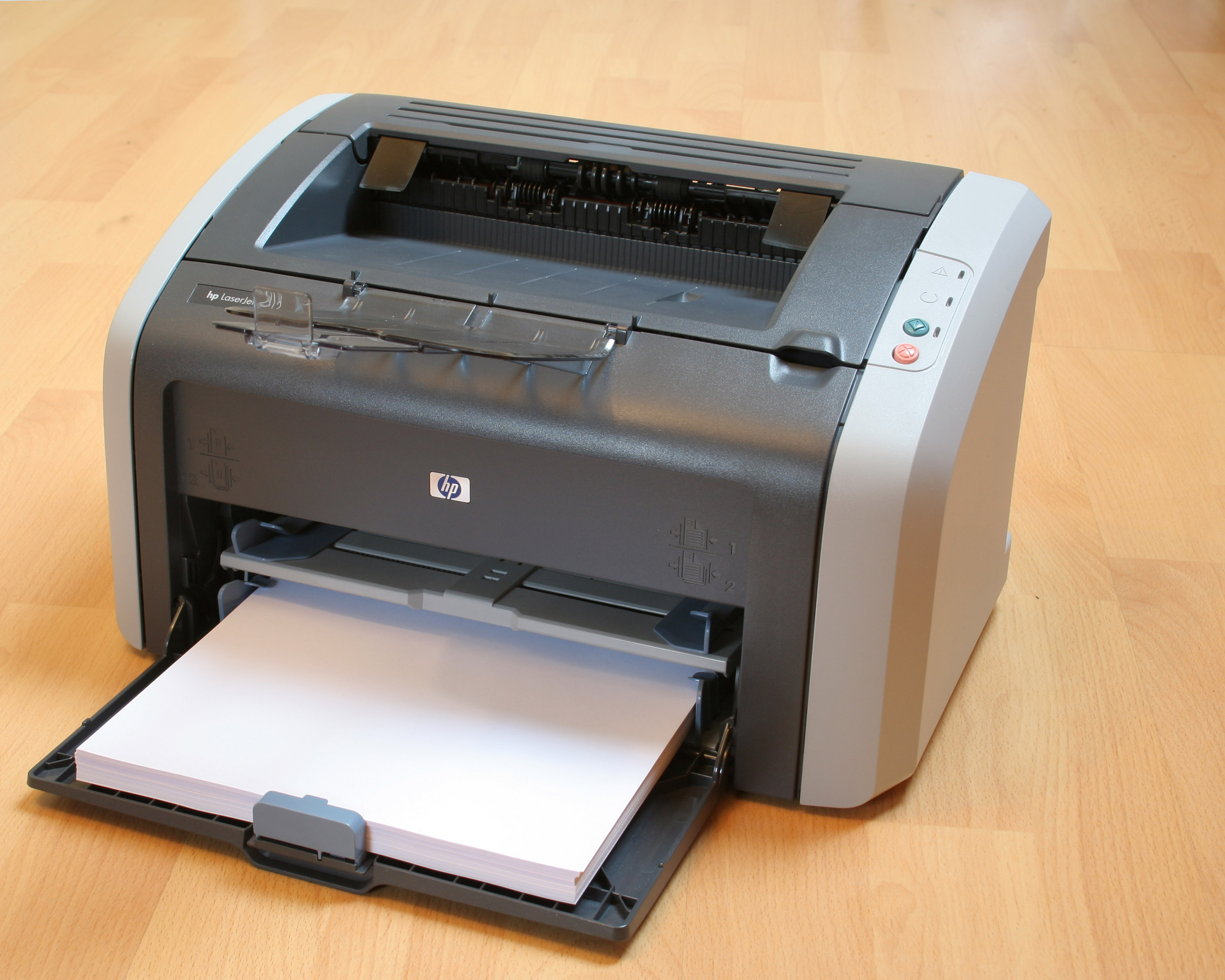
LaserJet 1012

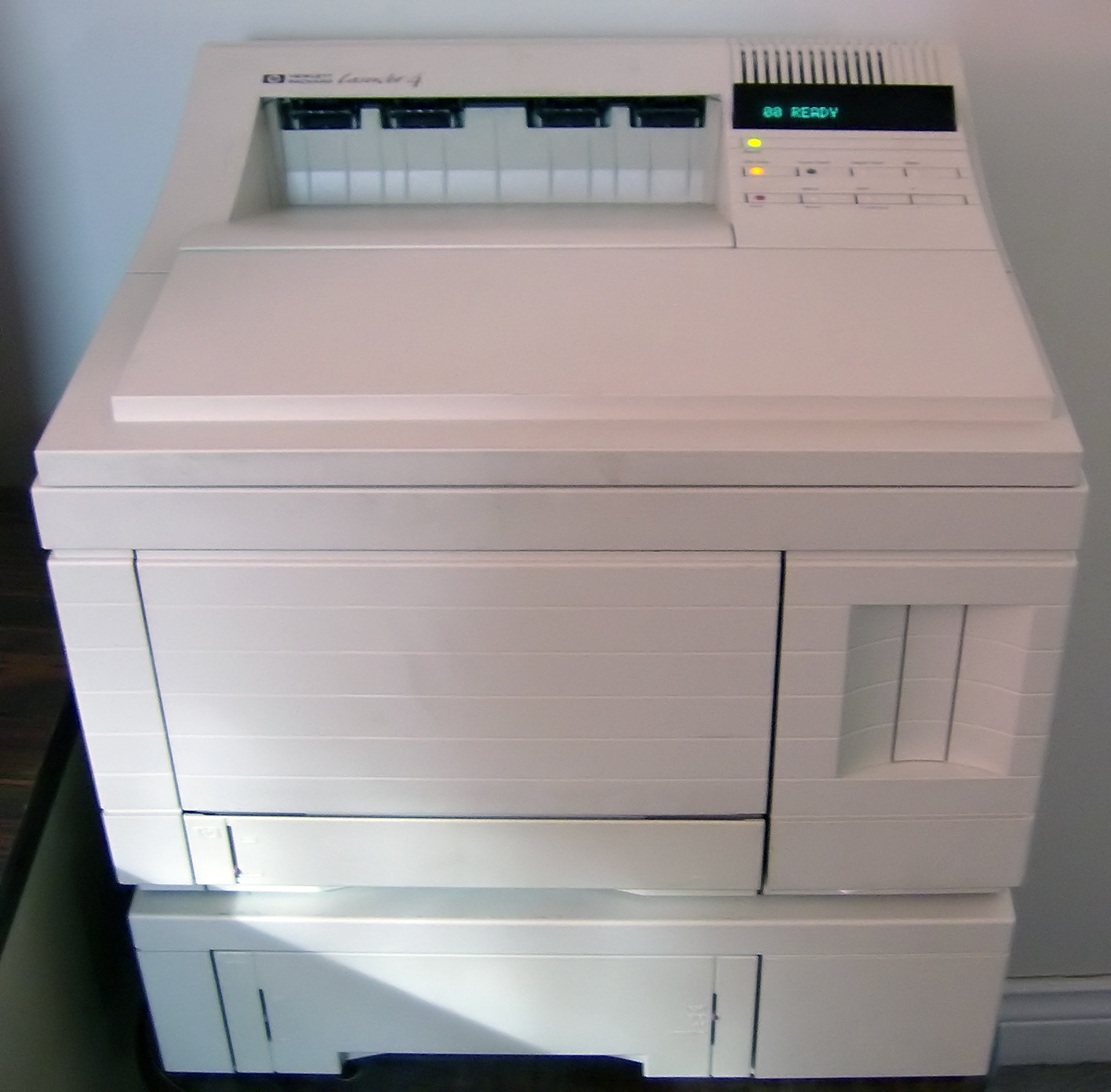
LaserJet 4

LaserJet is de handelsnaam van een serie laserprinters van Hewlett-Packard (HP). Het was wereldwijd de eerste commercieel succesvolle serie laserprinters.

## Geschiedenis
HP introduceerde in mei 1984 de eerste LaserJet-printer. Het apparaat kon printen met een resolutie van 300 bij 300 dpi bij een uitvoersnelheid van acht pagina's per minuut (ppm).
De LaserJet-serie was destijds een sneller en stiller alternatief voor de margrietwiel- en matrixprinter. Ook was de grafische kwaliteit vergelijkbaar met drukwerk.
In de jaren 90 kreeg de LaserJet meer functies en hogere afdrukkwaliteit. In 1994 verscheen de eerste laserprinter van HP met kleur. Deze kwam op de markt onder de naam Color LaserJet. De eerste alles-in-een-laserprinter verscheen in april 1998. Gebruikers konden naast printen, de documenten ook inscannen, faxen en kopiëren.
In maart 2021 had Hewlett-Packard met het aantal verkochte printers een marktaandeel van 24,5 procent. Canon stond op de tweede plek met 17,7 procent marktaandeel.